# Жарбулак (Павлодарская область)
Жарбулак (каз. Жарбұлақ) — упразднённое село в Иртышском районе Павлодарской области Казахстана. Ликвидировано в 2001 г. Входило в состав Северного сельского округа.

## Население
В 1989 году население составляло 244 человека.

По данным переписи 1999 года в селе проживало 55 человек (27 мужчин и 28 женщин).